# جو جونز
جو جونز (بالإنجليزية: Joe Jones (artist))‏ (و. 1909 – 1963 م) هو رسام من الولايات المتحدة الأمريكية . ولد في سانت لويس، ميزوري .